# Frontenac (Missouri)
Frontenac és una població dels Estats Units a l'estat de Missouri. Segons el cens del 2000 tenia 3.483 habitants.

## Demografia
Segons el cens del 2000, Frontenac tenia 3.483 habitants, 1.297 habitatges, i 1.050 famílies. La densitat de població era de 471,9 habitants per km².
Dels 1.297 habitatges en un 32,8% hi vivien nens de menys de 18 anys, en un 74,9% hi vivien parelles casades, en un 4,2% dones solteres, i en un 19% no eren unitats familiars. En el 17,2% dels habitatges hi vivien persones soles el 9,4% de les quals corresponia a persones de 65 anys o més que vivien soles. El nombre mitjà de persones vivint en cada habitatge era de 2,67 i el nombre mitjà de persones que vivien en cada família era de 3.
Per edats la població es repartia de la següent manera: un 26,3% tenia menys de 18 anys, un 3,4% entre 18 i 24, un 18,1% entre 25 i 44, un 31% de 45 a 60 i un 21,2% 65 anys o més.
L'edat mediana era de 46 anys. Per cada 100 dones de 18 o més anys hi havia 92 homes.
La renda mediana per habitatge era de 119.508 $ i la renda mediana per família de 136.972 $. Els homes tenien una renda mediana de 100.000 $ mentre que les dones 47.344 $. La renda per capita de la població era de 64.532 $. Entorn del 0,8% de les famílies i l'1,2% de la població estaven per davall del llindar de pobresa.

## Poblacions més properes
El següent diagrama mostra les poblacions més properes.